# Ordre martiniste
 (août 2017).
Si vous disposez d'ouvrages ou d'articles de référence ou si vous connaissez des sites web de qualité traitant du thème abordé ici, merci de compléter l'article en donnant les références utiles à sa vérifiabilité et en les liant à la section « Notes et références ».
Le martinisme, courant de pensée se référant principalement à Louis-Claude de Saint-Martin ainsi qu'à Martines de Pasqually et Jean-Baptiste Willermoz a donné naissance à plusieurs ordres martinistes, dont le plus ancien fut fondé par Papus en 1891.

Sceau de l'ordre martiniste.

## Histoire

### Origines
Les Ordres martinistes ne sont pas le prolongement direct de « l'Ordre des Chevaliers Maçons Elus-Coêns de l'Univers »: En effet, Martines de Pasqually partit pour Saint-Domingue en 1772, avant d’avoir terminé l'organisation de son ordre, et il n'en revint jamais.
Deux de ses disciples continuèrent à diffuser son enseignement, avec des sensibilités différentes : Louis-Claude de Saint-Martin et Jean-Baptiste Willermoz.  Mais ni Saint-Martin, ni Willermoz n'ont fondé de société portant le nom d' « Ordre Martiniste ». On sait seulement que se constitua autour du premier un groupe auquel certaines lettres d'amis font allusion sous le nom de « Cercle des Intimes ». L'initiation transmise par Louis-Claude de Saint-Martin se serait perpétuée par deux filiations différentes jusqu’à la fin du XIXe siècle, époque à laquelle deux hommes en auraient été dépositaires : le Dr Gérard Encausse, alias Papus, et Augustin Chaboseau,. Papus et Chaboseau, tous deux étudiants en médecine, se rencontrent grâce à un ami commun : P. Gaëtan Leymarie, dont la librairie existe toujours à Paris, rue Saint-Jacques.

### Création de l'Ordre martiniste en 1891
Papus et Chaboseau se transmettent ce qu'ils ont reçu et décident en 1891 de créer un ordre initiatique qu'ils appellent « Ordre Martiniste ». Sa revue, créée par Papus, est L'Initiation. L'ordre se dote d'un « Suprême Conseil », composé de 12 membres, qui élit Papus à la charge de grand maître. L'OM connaît dès lors une extension rapide : Paris compte bientôt quatre loges, et l'ordre s'implante aussi à l'étranger. Le numéro d'avril 1898 de L'Initiation signale qu'en 1897, il existait 40 loges dans le monde, et qu'en 1898 leur nombre atteignait 113.
L’Ordre martiniste, qui, grâce à un efficace travail de propagande et par des initiations par correspondance, recruta vite des membres dans de nombreux pays, en Europe, mais aussi aux États-Unis, au Brésil, dans les territoires coloniaux français d'orient, en Russie, dans l'empire ottoman, connaîtra tout aussi vite une certaine décadence vers 1910, due à une gestion difficile à assumer, à des scissions et des brouilles internes. 
Avec la guerre de 1914-1918, l'Ordre tombe en sommeil. Plusieurs groupes martinistes indépendants voient le jour à cette époque, mais leur destin est souvent éphémère. 
En 1931, A. Chaboseau réunit les survivants du « Suprême Conseil » pour reprendre la situation en main. Ceux-ci l'élisent à la charge de Grand-Maître, qu'il cède à Victor-Émile Michelet dès 1932. Le qualificatif « Traditionnel » est ajouté à cette époque au nom de l'ordre, pour signifier que l'ordre s’appuie sur les fondements véritables du martinisme, et en réaction au foisonnement de groupes martinistes indépendants.
Après la Seconde Guerre mondiale, pendant laquelle les martinistes ont eu à souffrir des agissements du service antimaçonnique du gouvernement de Vichy, Philippe Encausse (1906-1984), le fils de Papus, réveille officiellement l'ordre originel en 1952. Il transmet en 1979 sa charge de Grande Maîtrise à Emilio Lorenzo. En octobre 2016, André Gautier devient le nouveau Grand Maître de l'Ordre martiniste.
- (ABC illustré d'occultisme, posthume, 1922, Dangles, p. 247)

### L'OMS, l'OMT, OCM et l'AMORC
Comme son père Harvey Spencer Lewis, Ralph Maxwell Lewis est consacré SI IV pour l'OMS (Ordre Martiniste et Synarchique) en 1936 par Victor Blanchard. À cette époque Jeanne Guesdon est encore membre de l'OMS.
En 1939, Ralph Maxwell Lewis, « Imperator » de l'Ancien et Mystique Ordre de la Rose-Croix est chargé par le « Suprême Conseil » d'installer l'« Ordre Martiniste Traditionnel » aux États-Unis. Quand plus tard l'AMORC se réorganise dans l'Europe d'après-guerre, il est décidé que l'OMT exercera ses activités en son sein. Depuis cette époque, l'Imperator de l'AMORC est aussi « Souverain grand maître » de l'OMT, et pareillement le « grand maître » de la juridiction française de l'AMORC assume en même temps la fonction de « grand maître » de l'OMT.
Pierre Crimetz, « Très Illustre Archiviste Principal », reçut le 23 octobre 1980 des "mains d'un représentant de la Tradition", le « souverain grand maître » de l'OMT, l'Initiation lui permettant de fonder l'Ordre des Chevaliers Martinistes. Ce « Très Illustre Archiviste Principal » a, pendant 20 ans, été le bras droit du « souverain grand maître » de l'OMT au sein de l’AMORC responsable du martinisme qu’il a développé.
Précisons que la Théurgie était enseignée dans l'Ordre des Chevaliers Martinistes... et que les enseignements sur l'Ésotérisme chrétien étaient très poussés.

## Ordres martinistes
Comme en témoigne le tableau qui suit, le martinisme est aujourd'hui véhiculé par plusieurs ordres exprimant des sensibilités parfois diverses mais toujours inscrits dans la tradition d'origine (définie par l'Ordre Martiniste fondé par Papus)  et cultivant des idéaux communs. 
| Nom                                          | Implantation géographique principale                                  |
| -------------------------------------------- | --------------------------------------------------------------------- |
| Fraternité Martiniste Opérative              | France                                                                |
| Ordre Martiniste (Fondé par Papus)           | France - Afrique -Europe - Etats-Unis - Ukraine - Moyen-Orient - Asie |
| Ordre Martiniste Intérieur (Filiation Papus) | France                                                                |
| Ordre Reaux Croix (en)                       | Norvège, Suède, États-Unis, Canada, Grèce, Argentine                  |
| Ordre Martiniste Opératif (OMO)              | Québec, Montréal                                                      |
| Ordre Martiniste de Belgique                 | Belgique                                                              |
| Ordre Martiniste Traditionnel                | France, Québec                                                        |
| Ordre Martiniste Initiatique                 | France                                                                |
| Ordre Martiniste des Rites Unis              | France                                                                |
| Orden Martinista Tradicional Primitiva       | Espagne/France/Belgique/Canada                                        |